# تخدير عصبوني محوري
تخدير عصبوني محوري (Neuraxial anesthesia )وهو أحد طرق التخدير التي تتعلق بالتخدير المحلي أو الموضعي وضعت حول اعصاب الجهاز العصبي المركزي، مثل التخدير الشوكي تسمى أيضا التخدير تحت العنكبوتي والتخدير فوق الجافية.

## تقديم
بدأ تطوير التخدير الإقليمي(regional anesthesia) بعزل المخدرات الموضعية، وكان أولها الكوكايين باعتباره المخدر الموضعي الوحيد الطبيعي. كانت أول تقنية تخدير إقليمي يتم إجراؤها هي التخدير الشوكي، وكانت أول عملية جراحية تحت التخدير الشوكي في عام 1898 في ألمانيا بواسطة أغسطس بير. قبل ذلك، كانت تقنيات التخدير الموضعي الوحيدة هي التخدير الموضعي للعين والتخدير الارتشاحي.
يتكون الجهاز العصبي المركزي (CNS) من المخ والحبل الشوكي. يشير التخدير المحوري العصبي إلى وضع مخدر موضعي في الجهاز العصبي المركزي أو حوله. التخدير الشوكي( Spinal anesthesia)هو تقنية محورية عصبية حيث يتم وضع المخدر الموضعي مباشرة في الحيز تحت العنكبوتية الذي يحتوي على سائل دماغي نخاعي معقم (CSF)، وهو السائل الشفاف الذي يغسل المخ والحبل الشوكي. يحتوي الإنسان البالغ على ما يقرب من 130 إلى 140 مل من السائل الدماغي النخاعي، والذي يستمر في الدورة طوال اليوم. يتم إنتاج ما يقرب من 500 مل من السائل الدماغي الشوكي يوميًا.
تشمل التقنيات العصبية المحورية الأخرى التخدير فوق الجافية والتخدير الذنبي(epidural and caudal anesthesia)، ولكل منهما دواعي استعمال خاصة. يتم إجراء التخدير الشوكي فقط في العمود الفقري القطني ويُستخدم في العمليات الجراحية التي تشمل أسفل البطن والحوض والأطراف السفلية.

## دواعي الاستعمال
يستخدم التخدير العصبي المحوري كمخدر وحيد أو بالاشتراك مع التخدير العام لمعظم الإجراءات أسفل الرقبة. كما ذكر في المقدمة، فإن التخدير النخاعي شائع الاستخدام للإجراءات الجراحية التي تشمل أسفل البطن والحوض والعجان والأطراف السفلية؛ وهو مفيد للإجراءات أسفل السرة.
يجب تقديم المشورة للمريض بشأن الإجراء ويجب توقيع الموافقة المستنيرة. نظرًا لأن الإجراء يتم عادةً على المرضى المستيقظين أو المهدئين قليلاً، فإن مؤشر التخدير النخاعي وما يمكن توقعه أثناء وضع التخدير العصبي المحوري والمخاطر والفوائد والإجراءات البديلة هي بعض المناقشات التي يمكن أن تساعد في تهدئة القلق. من الأهمية إخبار المرضى بأن قدرتهم على تحريك أطرافهم السفلية تقل حتى حل الكتلة.
التخدير الشوكي هو الأفضل للإجراءات القصيرة. أما بالنسبة للإجراءات الأطول أو الإجراءات التي قد تؤثر على التنفس، فإن التخدير العام هو الأفضل عادةً.

## موانع الاستعمال
هناك موانع رئيسية معروفة للتخدير العصبي المحوري ( النخاعي و فوق الجافية). وتشمل على عدم موافقة المريض وارتفاع الضغط داخل الجمجمة (ICP)، ويرجع ذلك في المقام الأول إلى وجود كتلة داخل الجمجمة والعدوى في موقع الإجراء يمكن أن يؤدي إلى خطر الإصابة بالتهاب السحايا.
موانع الاستعمال النسبية هي:
-الأمراض العصبية الموجودة مسبقًا خاصة تلك التي تزداد وتنقص، على سبيل المثال، التصلب المتعدد.
-الجفاف الشديد أو نقص حجم الدم بسبب خطر انخفاض ضغط الدم ، والعمر أكبر من 40 إلى 50 عامًا، والجراحة الطارئة، والسمنة، واستهلاك الكحول المزمن، وارتفاع ضغط الدم المزمن.
-قلة الصفيحات أو اعتلال تخثر الدم خاصة مع التخدير فوق الجافية بسبب خطر الإصابة بورم دموي في حيز المنطقة في العمود الفقري.
تضم لائحة موانع الاستعمال النسبية الأخرى: تضيق الصمام التاجي والأبهري الشديد وانسداد تدفق البطين الأيسر، كما هو الحال مع اعتلال عضلة القلب الانسدادي الضخامي. في حالة اعتلال تخثر الدم، يتطلب وضع الحصار المحوري إعادة التقييم. في نفس الموضوع تنشر الجمعية الأمريكية للتخدير الإقليمي (ASRA) إرشادات محدثة على الدوام توضح توقيت التخدير المحوري للمرضى الذين يتناولون مضادات التخثر الفموية و مضادات الصفائح الدموية والعلاج المحلل للجلطات والهيبارين غير المجزأ ومنخفض الوزن الجزيئي. لذلك، يتوجب مراجعة أحدث الإرشادات قبل الشروع في الإجراء. إضافة إلى ذلك، و نظرًا لأن هذه إجراءات اختيارية، فمن الضروري الخضوع لتحليل المخاطر والفوائد قبل الخضوع التخدير.

## الاستعدادات
قبل الشروع في التخدير المحوري العصبي، يجب إجراء تحليل شامل لتاريخ التعرض السابق لأدوية التخدير وفحص بدني للمريض. والتاريخ العائلي لأي مشاكل تخدير.
يركز الفحص البدني بشكل عام على موقع وضع التخدير الشوكي. يجب إجراء فحص كامل للظهر. كما أن فحص الالتهابات الجلدية الجهازية أو المحلية، وتشوهات العمود الفقري على سبيل المثال، الجنف، تضيق العمود الفقري، جراحة الظهر السابقة، السنسنة المشقوقة، تاريخ الحبل الشوكي المربوط، والفحص العصبي قبل الإجراء أمر بالغ الأهمية للتقييم والتوثيق. يجب إجراء مهلة إجرائية، وتأكيد هوية المريض، والإجراء المخطط له، و الخضوع لاختبار الحساسية، والتحقق من الموافقة.

## الأدوية المستخدمة:
ليدوكايين (5%): يبدأ مفعوله خلال 3 إلى 5 دقائق مع مدة تخدير تستمر من 60 إلى 90 دقيقة
بوبيفاكائين (0.75%): أحد أكثر المخدرات الموضعية استخدامًا؛ يبدأ مفعوله خلال 5 إلى 8 دقائق، مع مدة تخدير تستمر من 90 إلى 150 دقيقة
ليدوكايين 5%
تيتراكائين 0.5%
ميبيفاكائين 2%
روبيفاكائين 0.75%
ليفوبوبيفاكائين 0.5%
كلوروبروكائين 3%

## الأهمية السريرية
يقدم التخدير المحوري العديد من الفوائد التي لا تتوفر مع التخدير العام. لقد مكن هذا النوع من التخدير إجراء العديد من العمليات الكبرى على مريض مستيقظ. على سبيل المثال، يمكن إجراء عمليات الولادة القيصرية بشكل أفضل وآمن عن طريقه مقارنة بالتخدير العام، مما يسمح بإنشاء ارتباط بين الأم وطفلها حديث الولادة على الفور.
لقد أثبت التخدير المحوري نفسه كمكمل مفيد للتخدير العام. حيث ساعد استخدام التخدير فوق الجافية الصدري كطريقة لتسكين الألم بعد الجراحة لدى مرضى ما بعد استئصال الصدر على تحسين الحالة التنفسية للمريض. ومن الآثار المفيدة الأخرى التحكم في الألم بشكل أفضل من المخدرات الوريدية، وقلة الحاجة إلى المواد الأفيونية الجهازية، والتعافي المبكر لوظائف الأمعاء، والمشاركة الأسهل في العلاج الطبيعي.

## تعزيز نتائج فريق الرعاية الصحية
التخدير العصبي المحوري هو أحد أشكال التخدير المفيدة التي ساعدت في مجموعة واسعة من الإجراءات الجراحية. لكنه ينطوي علة مخاطر كثيرة يجب أن يكون مقدمو الرعاية الصحية على دراية بها. يعد اختيار المريض أمرًا بالغ الأهمية ويجب أن يتم ذلك من خلال التحليل الدقيق لتاريخ المريض. و يجب أن يتوافق مؤشر التخدير العصبي المحوري مع الاحتياجات الجراحية له. بعد الجراحة، يجب أن يكون فريق ما بعد الجراحة على دراية تامة بالإجراء الصحي، ويجب مراقبة المريض من قبل أفراد مدربين جيدًا. تتطلب ديناميكا الدم لدى المريض المراقبة في فترة ما بعد الجراحة مباشرة حتى تختفي آثارالتخدير. يجب أن يكون أفراد الرعاية الصحية من الفروع الأخرى الذين يديرون المريض على دراية بطبيعة تخدير المريض.
عند خروج المريض من المستشفى، يتوجب على أفراد الرعاية الصحية الذين أجروا العملية الاتصال بالمريض، ويجب تزويده بقائمة بالمضاعفات المحتملة. كما يجب سؤال المريض إذا كان يعاني من الصداع وآلام الظهر والتأكد من عودة وظيفة الأمعاء والمثانة إلى عملها. والتحقق من أي عجز عصبي بعد العملية. علاوة إلى ذلك، يجب طمأنة المريض و تقييمه فيما يتعلق بأي مضاعفات قد تكون نتجت عن العملية. اخيرا ، يوصى بزيارة عيادة التخدير و الأخصائي المناسب في حالة حدوث أي مضاعفات.